# Eriococcus saxatilis
Eriococcus saxatilis är en insektsart som beskrevs av Kiritchenko 1940. Eriococcus saxatilis ingår i släktet Eriococcus och familjen filtsköldlöss. Inga underarter finns listade i Catalogue of Life.